# Сатана (фільм, 1990)
«Сатана» (рос. «Сатана») — російський радянський фільм 1990 року режисера В. Арістова. Фільм удостоєний Великої премії журі «Срібний ведмідь» на Берлінському міжнародному кінофестивалі 1991 року, 
1991 — ВРКФ «Кінотавр» в Сочі: Приз за найкращу жіночу роль Світлані Брагарнік.  

## Зміст
Головний герой молодий і жорстокий. Він не замислюється про наслідки своїх аморальних і жахливих вчинків, вважаючи, що світ не покарає його. Він слідує за покликом помсти, скоюючи злочини. Йому все одно хто страждає через це – діти, жінки, чоловіки. Будучи загальним образом зла нашого часу, він уникає покарання на землі.